# Ramzey
Ramzey (* 1999 oder 2000 in Frankfurt-Höchst) ist ein deutscher Rapper.

## Leben
Ramzey wuchs in Frankfurt-Höchst auf. Seine Mutter kommt aus der Republik Kongo und zog ihn und seine zwei Brüder alleine groß. Ramzey kam über seinen großen Bruder zum Rappen. 2022 veröffentlichte er seine Debüt-EP God Bless Zucki. Am 9. Juni 2023 erschien seine zweite EP Blut auf den Grillz. Ramzey trat als Ansager im Video Fieber von OG Keemo auf und wurde zusammen mit seinem Produzenten Yaze als Support auf dessen Tour geholt.
2024 erschien sein Debütalbum Cobalt über Funkloch. Mit OG Keemo veröffentlichte er den Track Rammbock und hatte seine erste Headliner-Tour. 2025 folgte sein zweites Album Jiggos weinen nicht, das Platz 17 der deutschen Charts erreichte.

## Musikstil
Raptechnisch bedient sich Ramzey insbesondere auf den ersten Veröffentlichungen des sogenannten Angeberstyles und tritt sehr arrogant und vulgär auf, kann aber auch gefühlvolle und reflektierte Texte schreiben. Das Gangsta-Image lehnt er ab. Musikalisch sind die Produktionen von Funkvater Frank, Rascal und Yaze simpel gehalten und für Moshpits geeignet, jedoch auch gelegentlich am Contemporary R&B orientiert.

## Diskografie

### Alben
- 2024: Cobalt (Funkloch)
- 2025: Jiggos weinen nicht (Funkloch)

### EPs
- 2022: God Bless Zucki (Reckless Aesthetic)
- 2023: Blut auf den Grillz (Chimperator Productions)

### Singles
- 2020: Tunnelvision
- 2021: Balotelli Freestyle
- 2021: IG
- 2021: GWMX
- 2021: Cold
- 2021: Voices
- 2021: Runter
- 2022: Beute
- 2022: Lemonade
- 2022: Entschuldigung
- 2023: Smoke
- 2023: Unter dein Pulli
- 2023: Feminist
- 2023: Attitude
- 2023: Spooky (mit Boondawg)
- 2023: Dreizack (mit Naru)
- 2024: Unter einer Sonne
- 2024: Blau
- 2024: Brian
- 2024: Tor
- 2025: Warum
- 2025: Jiggos